# Kyselina máselná
Kyselina máselná, též známá pod systematickým názvem butanová kyselina, je karboxylová kyselina se vzorcem CH3CH2CH2-COOH. Soli a estery se nazývají butyráty nebo butanoáty triviálně máselnany). Kyselina máselná je obsažena ve žluklém másle, parmezánu, zvratcích a potu; má nepříjemný zápach a ostrou chuť se sladkým „ocasem“ (podobně jako diethylether). Savci s dobrým čichem (např. psi) jsou schopni ji zjistit již při koncentraci 10 ppb, člověk při koncentraci nad 10 ppm. Ze všech mastných kyselin vyskytujících se v tucích má v molekule nejméně atomů uhlíku.

## Chemické vlastnosti
Kyselina máselná je mastná kyselina, která se ve formě esterů vyskytuje v živočišných tucích a rostlinných olejích. Triacylglycerol kyseliny máselné tvoří 3 až 4 % másla. Při žluknutí másla se kyselina máselná hydrolýzou uvolňuje z vazby na glycerol a způsobuje nepříjemný zápach takového másla.
Kyselina máselná je důležitým členem podskupiny mastných kyselin nazvané mastné kyseliny s krátkým řetězcem (jedná se o nejnižší mastnou kyselinu vyskytující se v tucích[zdroj?]) Je to slabá kyselina s pKa 4,82, podobnou kyselině octové s pKa 4,76. Podobná síla těchto kyselin vychází z jejich společné koncové struktury -CH2COOH. Čistá kyselina máselná má molaritu 10,9.
Kyselina máselná je olejovitá bezbarvá kapalina snadno rozpustná ve vodě, ethanolu a diethyletheru. Lze ji oddělit z vodné fáze saturací solemi (vysolováním), například chloridem vápenatým. Dichroman draselný a kyselina sírová ji oxidují na oxid uhličitý a kyselinu octovou, zásaditý manganistan draselný ji oxiduje na oxid uhličitý. vápenatá sůl, butyrát vápenatý Ca(C4H7O2)2·H2O, je jako jedna z mála pevných látek méně rozpustný v horké vodě než ve studené, tuto vlastnost má například ještě hydroxid vápenatý.
Kyselina máselná má strukturní izomer nazvaný kyselina isomáselná (2-methylpropanová).